# Isle of MTV
La Isle of MTV è un festival itinerante organizzato da MTV, dal 2007 si tiene a Floriana nei pressi di La Valletta, capitale di Malta.
Il festival nato grazie a MTV Europe nel 2002, ha raggiunto nel 2014 i 50.000 spettatori e viene anche mandato in onda in differita anche su MTV Italia. 

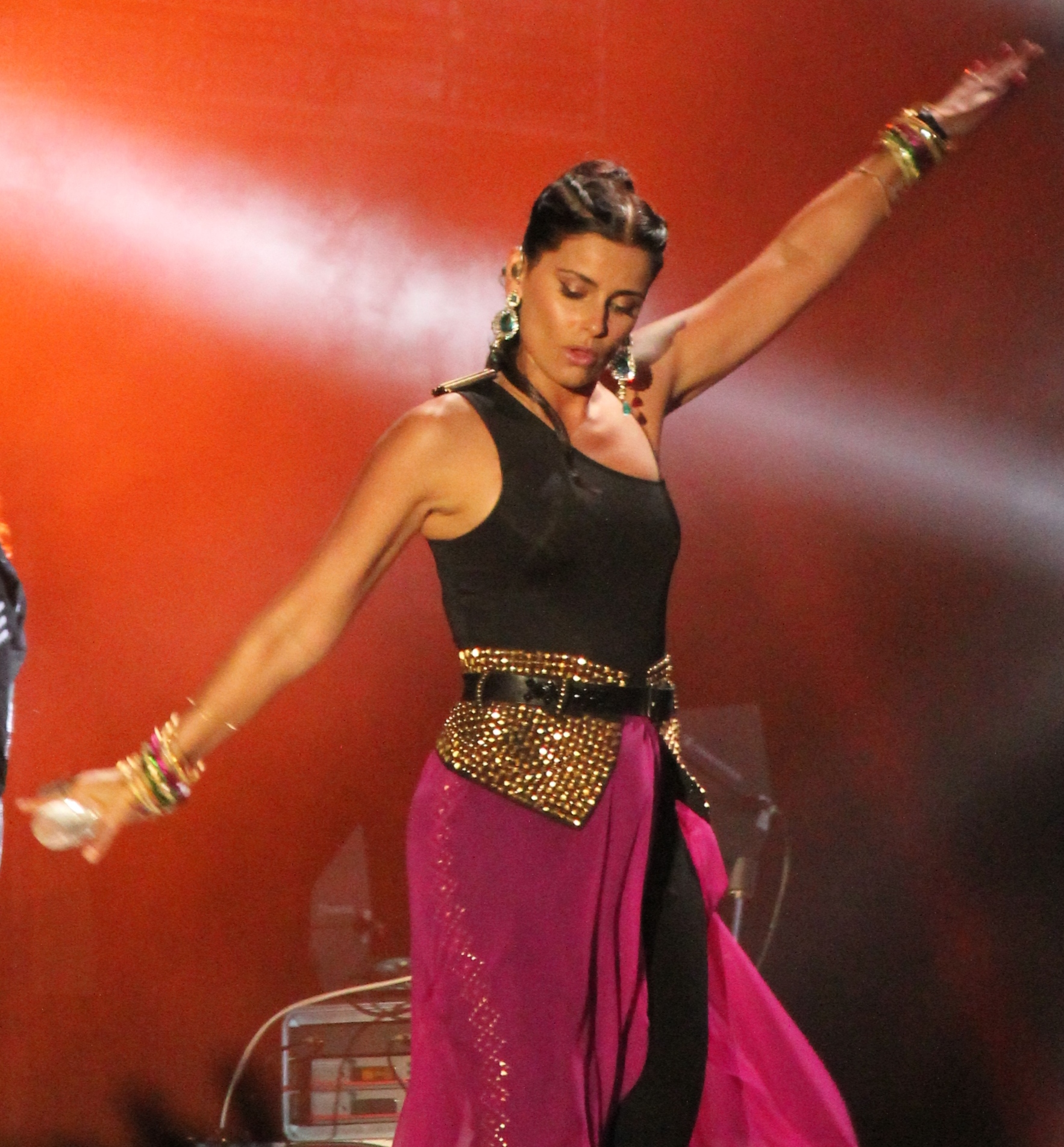
Nelly Furtado allIsle of MTV 2012.

## Isle of MTV 2002
Il festival si è tenuto ai Jardin da Torre de Belém a Lisbona in Portogallo.
| 20 luglio                                                                                                |
| --- |
| Gorillaz Morcheeba Rui da Silva Rui Vargas Erick Morillo Roger Sanchez Da Weasel Layo & Bushwacka! Kelis |

## Isle of MTV 2003
Il festival si è tenuto all'Île du Gaou a Six-Fours-les-Plages vicino a Tolone in Francia.

## Isle of MTV 2004
Il festival si è tenuto alla Platja Gran a Tossa de Mar in Costa Brava (Spagna).
| 12 luglio |
| --- |
| The Black Eyed Peas Ali B Amp Fiddler Audio Bullys Ca$h Money Chris Coco Ewan Pearson DJ Gogo James Zabiela Josh Wink Kenny Dope Gonzales Mark Farina Mark Ronson Masters at Work Mr C Mutiny The Pinker Tones Rob da Bank Sander Kleinenberg Scratch Perverts Stanton Warriors Todd Terry Tim Deluxe Way Out West Yousef |

## Isle of MTV 2005
Il festival si è tenuto in Piazza Unità d'Italia a Trieste.
| 14 luglio                                         |
| ------------------------------------------------- |
| Chemical Brothers Garbage Snoop Dogg Flipsyde Meg |

## Isle of MTV 2007
Il festival si è tenuto a Fosos Square a Floriana.
| 26 luglio                                |
| ---------------------------------------- |
| Akon Maroon 5 Enrique Iglesias Ira Losco |

## Isle of MTV 2008
Il festival si è tenuto a Fosos Square a Floriana.
| 25 giugno                                                |
| -------------------------------------------------------- |
| Lady Gaga Enrique Iglesias OneRepublic N.E.R.D The Kooks |

## Isle of MTV 2009
Il festival si è tenuto a Fosos Square a Floriana.
| 25 giugno                                                 |
| --------------------------------------------------------- |
| Lady Gaga The Black Eyed Peas Metro Station Esmée Denters |

## Isle of MTV 2010
Il festival si è tenuto a Fosos Square a Floriana.
| 29 giugno                                   |
| ------------------------------------------- |
| David Guetta Scissor Sisters Kid Rock Kelis |

## Isle of MTV 2011
Il festival si è tenuto a Fosos Square a Floriana.
| 30 giugno                                 |
| ----------------------------------------- |
| Snoop Dogg LMFAO Far East Movement Parade |

## Isle of MTV 2012
Il festival si è tenuto a Fosos Square a Floriana.
| 26 giugno                                   |
| ------------------------------------------- |
| will.i.am Nelly Furtado Flo Rida Eva Simons |

## Isle of MTV 2013
Il festival si è tenuto a Fosos Square a Floriana.
| 30 giugno                             |
| ------------------------------------- |
| Jessie J Rita Ora Afrojack Rudimental |

## Isle of MTV 2014
Il festival si è tenuto a Fosos Square a Floriana.
| 25 giugno                                                                  |
| -------------------------------------------------------------------------- |
| Hardwell Enrique Iglesias Nicole Scherzinger Dizzee Rascal Kiesza Tenishia |

## Isle of MTV 2015
Il festival si è tenuto a Fosos Square a Floriana.
| 7 luglio      |
| Martin Garrix |
| Jason Derulo  |
| Echosmith     |
| Tori Kelly    |
| Omi           |